# Франческа Ле
Франческа Ли (англ. Francesca Le), настоящее имя Эрика Шервуд (англ. Erica Sherwood, род. 28 декабря 1970[…], Лос-Анджелес, Калифорния, США) — американская порноактриса и режиссёр.

## Биография
Ли начала сниматься в фильмах для взрослых в 1990 году, а в 1994 завершила карьеру. Работала в отделе продаж Extreme Associates, где встретила своего будущего мужа Марка Вуда. В 2000 году стала снова сниматься в порнофильмах. Франческа Ли — кузина порноактрисы Кристал Саммерс.
Вместе с Марком Вудом она организовала собственную порностудию «LeWood Productions», в которой пара работает и как исполнители и как режиссёры. Первые фильмы студии распространялись компаниями Exquisite Multimedia и Juicy Entertainment, а с 2012 года Evil Angel.
По данным на июль 2021 год, Франческа Ли снялась в 879 порнофильмах и срежиссировала 329 порнолент.

## Премии и номинации
- 1994: AVN Award в номинации «лучшая сцена группового секса (фильм)» — New Wave Hookers 3 (с Кристал Уайлдер, Тиффани Мильон, Лэйси Роуз, Джоном Дугх и Рокко Сиффреди)[7]
- 2005: AVN Award в номинации «Лучшая сцена орального секса (видео)» — Cum Swallowing Whores 2 (с Эйв Девайн, Гай Десильва, Родом Фонтана, Стивеном Френчем, Скоттом Лайонсом, Марио Росси и Арнольдом Шварзенпекером)[8]
- 2005 Зал славы AVN[9]
- 2006 XRCO Hall of Fame[10]
- 2009 победитель CAVR Award — MILF года[11]
- 2011 Зал славы Urban X Award[12]
- 2011 XBIZ Awards номинация — MILF-исполнительница года[13]
- 2012 XBIZ Award номинация — MILF-исполнительница года[14]
- 2013 номинация на AVN Award в категории «Лучшая сцена группового секса» за фильм Big Tits at Work 14 (с Ванилла Девилль, Вероникой Авлув, Эйв Адамс и Кейран Ли)
- 2013 XBIZ Award номинация — MILF-исполнительница года
- 2014 XBIZ Award номинация — MILF-исполнительница года
- 2014 XRCO Award — MILF года[15]
- 2015 XBIZ Award номинация — MILF-исполнительница года
- 2018 XBIZ Award номинация — MILF-исполнительница года[16]